# Monte Quemado
Monte Quemado est une ville et le chef-lieu du département de Copo, dans la province de Santiago del Estero en Argentine.
Elle se situe au sud de la région naturelle du Gran Chaco, en bordure de la zone vierge El Impenetrable.